# Abbaye de Pérignac
 (juin 2024).
L’abbaye de Pérignac (ou de Peyrignac) est une ancienne abbaye cistercienne, fondée au XIIe siècle par des cisterciens de l'abbaye de Bonnefont, et qui était située sur le territoire de l'actuelle commune de Montpezat, dans le département de Lot-et-Garonne.

## Histoire

### Fondation
Immortalisées par Alphonse  Daudet dans les Lettres de mon moulin, l'abbaye est fondée par Flandrine de Clairac, dame de Montpezat et veuve d'Arnaud Ier de Montpezat,. L'abbaye est assez pauvre et bâtie en briques, matériau plus commun que les pierres de taille. L’église Saint-André, disparue à la Révolution, est aussi due en 1134 à Flandrine qui contribue également à la construction de l'église Saint-Jean de Balerme.

### Les destructions
L’abbaye souffre des  inondations du ruisseau “la Beausse” qui baigne ses murs, de la croisade des albigeois, de la guerre de Cent Ans et est pillée lors des guerres de religion (France). Relevée de ses ruines pendant la première moitié du XVIe siècle, elle connait ensuite une période plus prospère.

### Reconstructions durant la commende
Au XVIIIe siècle, de grands travaux relèvent l'abbaye, mais sur des bases plus réduites. Le bras sud du transept de l'église abbatiale est réaménagé en logement. elle est dans une situation florissante à la Révolution qui l’anéantit à  jamais. 

## Architecture et description
Elle est mentionnée entre autres par Edmond Martène et Ursin Durand, dans leur Voyage littéraire, qui la qualifient de « petite abbaye ruinée ». On relève encore dans le hameau :
- le colombier de l'abbaye, un édifice du XVIe siècle sur quatre colonnes avec deux girouettes et des fleurs de lys,
- le moulin à eau  en cours de restauration où on fabriquait la farine et cuisait le pain jusqu'après la guerre de 1940
- le long la route, un long bâtiment qui longe le ruisseau aussi partie de l’abbaye, son mur nord, tourné vers le moulin à eau, est typique des constructions des XVIe et XVIIe siècles. On y remarque sur de belles travées de grosses briques deux chapiteaux décrits dans la base Mérimée[8].

## Les abbés
- Arnaud Ier Mélase, surnommé de Teissac, est le premier abbé connu de Pérignac.
- Guillaume 1er, contemporain de Norman de Montpezat, arbitre en 1224 entre Amanieu de Noilhan, seigneur de Sainte-Livrade, Pons Amanieu de Madaillan, seigneur de Lesparre, Bertrand, abbé de la Chaise-Dieu} et le couvent de Sainte Livrade.
- Les coutumes de Montpezat sont promulguées le 9 juin 1279 par Rainfroy II en présence de frère Bonhomme, prieur de Pérignac.
- Arnaud II Guillaume d'Yssautt, mort en 1327
- Jean de Timbune Valence qui lui succéde la même année. L'abbaye à alors 10 prieurés sous sa juridiction.
- Guillaume de Senneterre est abbé en 1444
- Charles de Montpezat de 1463 à 1486, empêche l'abbé  Jean Vialet, de rentrer dans son abbaye. Peu après la mort de, mourut aussi
- Guillaume de Balaguier, ami de Guy de Montpezat
- Jean de Balaguier, son successeur, fait relever le cloître de l'abbaye et meurt évêque de Cahors en 1560.
- En 1595, l'abbé est Jean de Manon.
- Vers 1620 Galard de Cornac est déchu de l'abbaye
- N. Willeloin lui succède la même année, puis
- Jean Cornu de 1648 à 1651 et…
- Pierre de Graves de 1651 à 1653.
- Nicolas de la Grave est prieur en 1683.
- Saint-Amour de Mesplete est prieur de 1738 à 1752.
- Jean Bernard de Passelaigues de 1752 à 1789.

Le dernier administrateur de l'abbaye est…
- André Lormand en 1811[8].